# Alako
Alako, is een god van de Noorse zigeuners, de naam is afgeleid van het Finse woord alakuu, hetgeen betekent afnemende Maan. Zijn godenrijk is de Maan. Wanneer zijn vijanden hem uit zijn rijk willen verdrijven, neemt de Maan af. Slaat Alako de aanval af, dan wast de Maan. Hij is gezonden door zijn vader, de oppergod Baro-Devel, de grote god van de zigeuners.
De zigeuners beweren dat hij uiteindelijk zal terugkeren naar Assyrië, hun vaderland.  Alako heeft een pen in zijn linkerhand en een zwaard in zijn rechterhand. 